# Rhyparus saundersi
Rhyparus saundersi är en skalbaggsart som beskrevs av Francis Polkinghorne Pascoe 1866. Rhyparus saundersi ingår i släktet Rhyparus och familjen Aphodiidae. Inga underarter finns listade i Catalogue of Life.